# 𐤃
La dālt o dalet (𐤃‏‏‏) es la cuarta letra del alfabeto fenicio. Representaba el sonido oclusivo, dental y sonoro transliterado como /d/. De esta letra derivan la dalath siríaca (ܕ), la dálet hebrea (ד), la dāl árabe (د), la delta griega (Δ), la D latina y la Д cirílica.

## Historia

### Origen
La forma parece derivar de un glifo protosinaítico probablemente denominado dalt, que significa «puerta» (delet en hebreo moderno), basado en última instancia en un jeroglífico que representa una puerta:
| O31 |

### Evolución
| Fenicio | Púnico | Arameo   | Arameo  | Arameo | Arameo    |
| Fenicio | Púnico | Imperial | Nabateo | Hatreo | Palmireno |
| ------- | ------ | -------- | ------- | ------ | --------- |
|         |        |          |         |        |           |

## Descendientes

### Alfabeto árabe
La letra se llama dāl دَالْ y representa un sonido /d/. La lerta se escribe de forma parecida sin importar su posición en la palabra y es una de las letras que no se ligan con la siguiente.
| Posición | Aislada | Final | Media | Inicial |
| -------- | ------- | ----- | ----- | ------- |
| Forma:   | د       | ـد    | ـد    | د       |

### Alfabeto hebreo
El nombre de la letra es דָּלֶת La letra se llama dalet en la pronunciación hebrea israelí moderna (comp´arese con tav. Es pronunciado dales todavía por muchos judíos de origen asquenazí y dalez por judíos de origen del Medio Oriente, especialmente en la diáspora judía. En algunos círculos académicos se llama daleth, siguiendo la pronunciación hebrea tiberiana. También se le puede llamar daled. La ד,  igual que la D en español, representa una oclusiva alveolar sonora, aunque puede haber variedades sutiles del sonido que se crea cuando se habla.
Dalet puede recibir un dagesh.

### Alfabeto siríaco
| Daled/Dolath      |
| ----------------- |
| Madnḫaya daled    |
| Serto dolath      |
| Esṭrangela dalath |

En el alfabeto siríaco, la cuarta letra es ܕ dolath en pronunciación occidental, dalath y daled en pronunciación oriental ܕܵܠܵܬ. Es una de las seis letras que tienen dos sonidos asociados (las otras son bet, gimel, kaph, pe y taw). Cuando daled/dolath tiene una pronunciación dura ( qûššāyâ) es una [d]. Cuando tiene una pronunciación suave ( rûkkāḵâ) se pronuncia tradicionalmente como [ð]. La letra es muy común en siríaco, ya que a menudo se adjunta al comienzo de las palabras como pronombre relativo.
Daled/dolath siempre se escribe con un punto debajo para distinguirla de la ܪ resh, que es idéntica salvo por el punto arriba. Como numeral, dalad/dolath representa el número cuatro. Con varios sistemas de puntos y rayas, también puede representar 4.000 y 40.000.

## Codificaciones de caracteres
| Carácter      | ד                   | ד                   | د                 | د                 | ܕ                    | ܕ                    | ࠃ                      | ࠃ                      | ℸ            | ℸ            |
| ------------- | ------------------- | ------------------- | ----------------- | ----------------- | -------------------- | -------------------- | ---------------------- | ---------------------- | ------------ | ------------ |
| Unicode       | HEBREW LETTER DALET | HEBREW LETTER DALET | ARABIC LETTER DAL | ARABIC LETTER DAL | SYRIAC LETTER DALATH | SYRIAC LETTER DALATH | SAMARITAN LETTER DALAT | SAMARITAN LETTER DALAT | DALET SYMBOL | DALET SYMBOL |
| Codificación  | decimal             | hex                 | decimal           | hex               | decimal              | hex                  | decimal                | hex                    | decimal      | hex          |
| Unicode       | 1491                | U+05D3              | 1583              | U+062F            | 1813                 | U+0715               | 2051                   | U+0803                 | 8504         | U+2138       |
| UTF-8         | 215 147             | D7 93               | 216 175           | D8 AF             | 220 149              | DC 95                | 224 160 131            | E0 A0 83               | 226 132 184  | E2 84 B8     |
| Ref. numérica | &#1491;             | &#x5D3;             | &#1583;           | &#x62F;           | &#1813;              | &#x715;              | &#2051;                | &#x803;                | &#8504;      | &#x2138;     |

| Carácter      | 𐎄                     | 𐎄                     | 𐡃                              | 𐡃                              | 𐤃                      | 𐤃                      |
| ------------- | --------------------- | --------------------- | ------------------------------ | ------------------------------ | ---------------------- | ---------------------- |
| Unicode       | UGARITIC LETTER DELTA | UGARITIC LETTER DELTA | IMPERIAL ARAMAIC LETTER DALETH | IMPERIAL ARAMAIC LETTER DALETH | PHOENICIAN LETTER DELT | PHOENICIAN LETTER DELT |
| Codificación  | decimal               | hex                   | decimal                        | hex                            | decimal                | hex                    |
| Unicode       | 66436                 | U+10384               | 67651                          | U+10843                        | 67843                  | U+10903                |
| UTF-8         | 240 144 142 132       | F0 90 8E 84           | 240 144 161 131                | F0 90 A1 83                    | 240 144 164 131        | F0 90 A4 83            |
| Ref. numérica | &#66436;              | &#x10384;             | &#67651;                       | &#x10843;                      | &#67843;               | &#x10903;              |